# TAROM
S.C. Compania Națională de Transporturi Aeriene Române TAROM S.A. o simplemente llamada TAROM Romanian Air Transport es la aerolínea más grande y antigua de Rumanía.
El nombre de la compañía, TAROM proviene del acrónimo en rumano: Transporturile Aeriene ROMâne. Su sede central está ubicada en la terminal internacional del Aeropuerto Internacional de Bucarest-Henri Coandă en Otopeni, Condado de Ilfov cerca de la capital, Bucarest. Su base principal de operaciones es el Aeropuerto Internacional Henri Coandă.
TAROM vuela a 36 destinos internacionales y 12 destinos domésticos, haciendo un total de 48 destinos.
El 95% de la aerolínea pertenece al Gobierno de Rumanía. En 2009 la aerolínea transportó 1.7 millones de pasajeros y 2.2 millones en 2010, es decir que tuvo un incremento del 24% en número de pasajeros. El 25 de junio de 2010, TAROM se unió a la alianza SkyTeam.

## Historia

### Comienzos

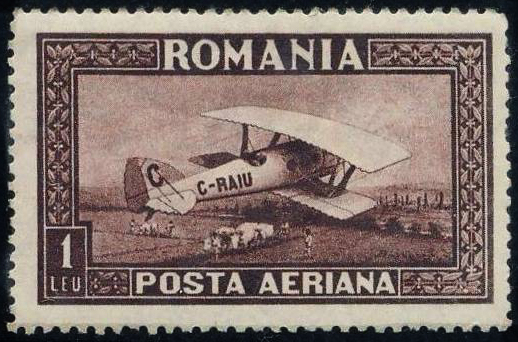
Un de Havilland DH.9 en la estampilla de la aerolínea.

La primera aerolínea nacional de Rumanía se fundó en 1920 con el nombre de CFRNA Compañía Franco-Română Pentru Navigație Aeriană . La aerolínea tuvo aviones Potez 15 de construcción francesa para sus servicios de pasajeros y correo, cubriendo la ruta París - Bucarest con escalas en algunas ciudades de Europa Central. En 1925 la ciudad de Galaţi se convirtió en la primera ruta dentro de Rumanía (después de Bucarest). Más tarde se abrieron nuevas rutas: Iași y Chisináu. Se añadieron además de los Potez 15, diez Airco DH.9 y cinco Ansaldo A.300.
En 1928 la aerolínea cambió de nombre a SNNNA Serviciul Naţional de Navigaţie Aeriană , y en 1930 a LARES Liniile Aeriene Române Exploatate de Stat. En 1937 LARES tuvo una nueva competencia: SARTA Societatea Anonimă Română de Transporturi Aeriene.

### Después de la Segunda Guerra Mundial

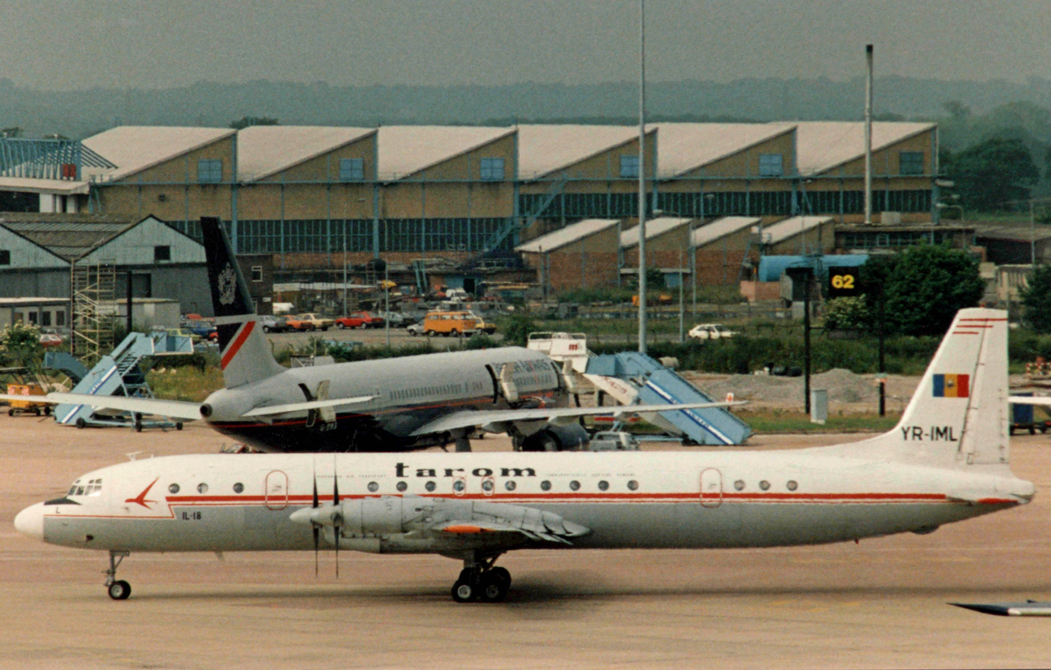
Ilyushin Il-18 de Tarom en el Aeropuerto de Mánchester en 1988.

Después de la Segunda Guerra Mundial, cuando la Unión Soviética extendió sus influencias a través de Europa del Este se estableció en 1945 una nueva aerolínea : TARS Transporturi Aeriene Româno-Sovietice que era propiedad de los gobiernos rumano y soviético. Las operaciones domésticas comenzaron el 1 de febrero de 1946 desde el Aeropuerto de Băneasa en Bucarest.

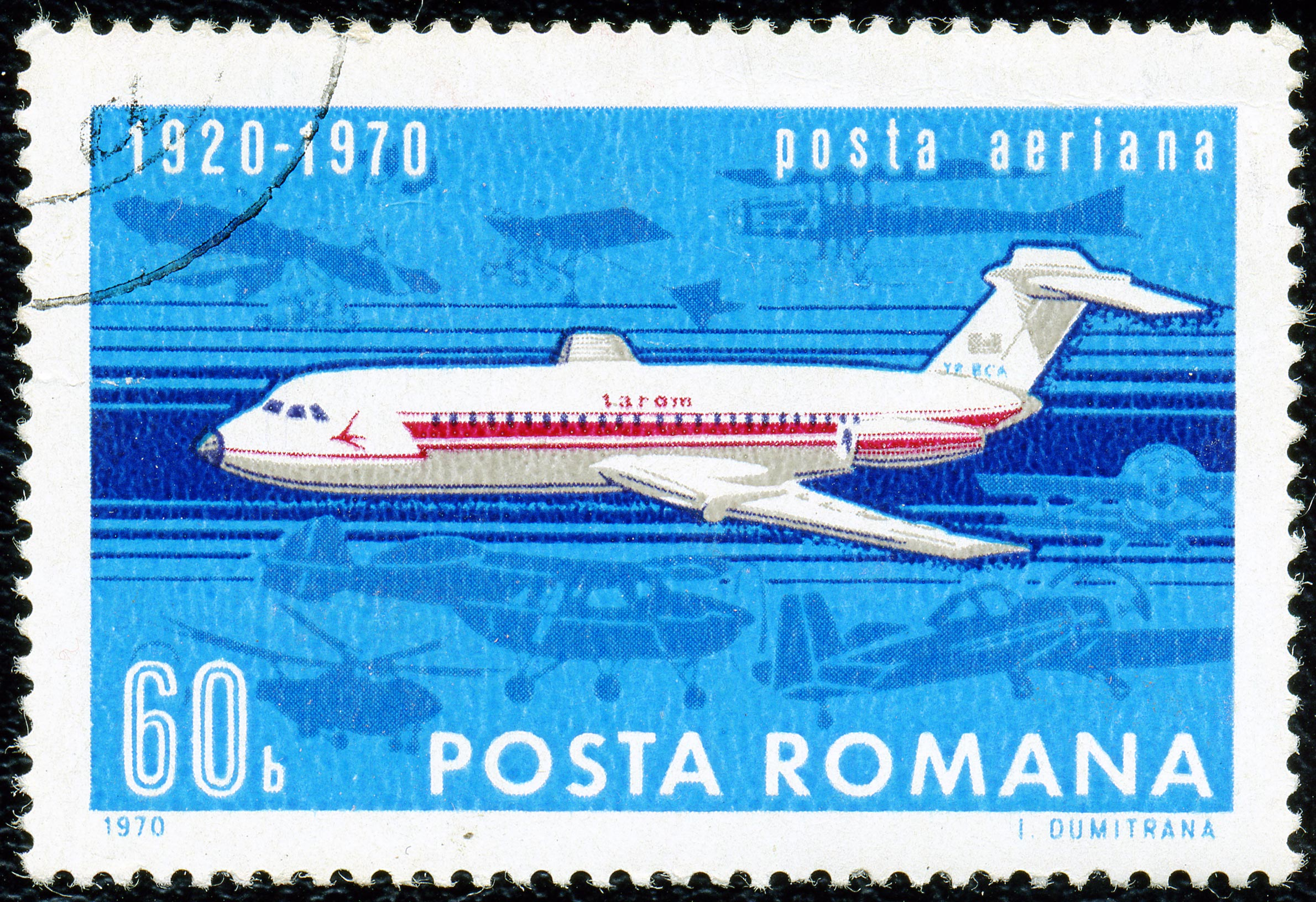
Estampilla de Tarom mostrando un BAC 1-11 en 1970.

La parte soviética de la compañía fue comprada por Rumanía y el 18 de septiembre de 1954, la aerolínea adoptó un nuevo nombre: TAROM Transporturi Aeriene Române.
Para 1960 TAROM volaba a una docena de ciudades a través de Europa y en 1966 se inició la operación trans-Atlántica. El 14 de mayo de 1974 TAROM inició vuelos regulares a Nueva York (Aeropuerto Internacional John F. Kennedy).
Ser parte del grupo regional de líneas aéreas dentro de estados del Bloque oriental significó que en la mayor parte de su historia TAROM utilizara aviones diseñados por el Soviet. Estos incluían aparatos como el Lisunov Li-2, Ilyushin Il-14, Ilyushin Il-18, Ilyushin Il-62 un reactor de pasajeros de largo alcance, Antonov An-24 y el Túpolev Tu-154, un trimotor muy popular en la era soviética.
Como era el caso con varios otros países, el Il-62 fue el primer jet de largo alcance puesto en operación por Rumanía en 1973. TAROM tuvo 5 ejemplares del Il-62 en dos versiones.
En 1968, TAROM compró el BAC 1-11 que fue utilizado para destinos en Europa y el Medio Oriente y en 1974, la aerolínea adquirió el Boeing 707 para complementar sus rutas de largo alcance junto con el Ilyushin Il-62.
En 1978, un contrato fue firmado con el Reino Unido que permitió a la compañía ROMBAC fabricar el BAC 1-11 en Băneasa cerca de Bucarest. Mientras tanto los Boeing 707 e Ilyushin Il-62 de largo alcance operaban vuelos regulares a Nueva York (vía Ámsterdam, Londres y Viena). También operaban vuelos hacia Abu Dabi, Pekín, Karachi y Singapur. 
TAROM fue la única aerolínea del bloque oriental en operar vuelos a Tel Aviv, Israel.

### Los años 1990

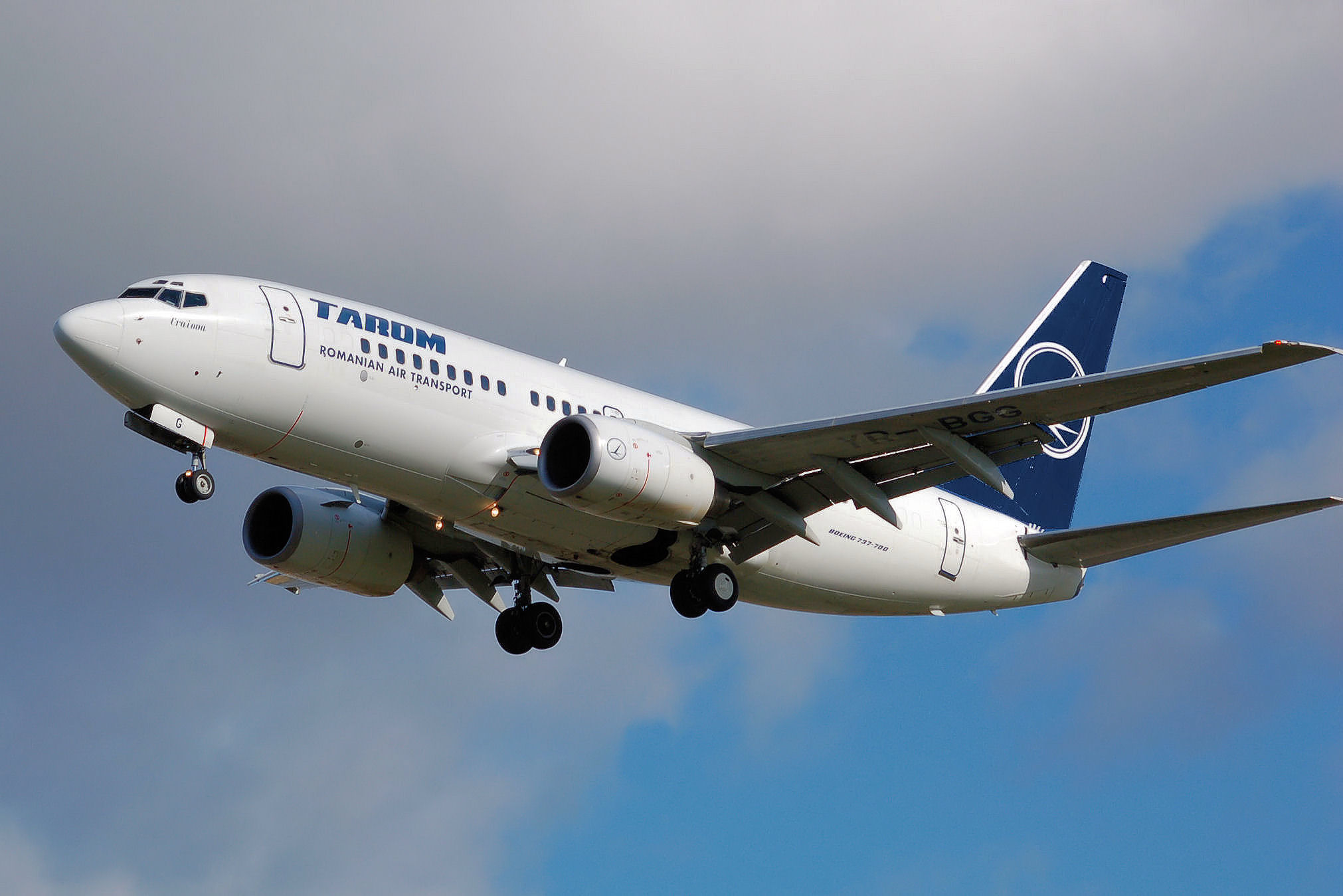
Boeing 737-700 Craiova en la librea de los años 1990.

Después del colapso del Partido Comunista en 1989, la aerolínea fue capaz de escoger aviones occidentales. Durante los años 1990, TAROM sustituyó su flota de Boeing 707s e IL-62 de largo alcance con tres Airbus A310, de los cuales dos eran nuevos y uno era prestado. El último Il-62 se vendió en 1999. 
Se inauguraron nuevos vuelos a Bangkok y a Montreal, pero en 2001 fueron cancelados incluyéndose también las rutas intercontinentales a Chicago (en 2002), Pekín y Nueva York (en 2003).
Asimismo, TAROM canceló sus vuelos de cabotaje a las ciudades de Craiova, Tulcea, Caransebeș y Constantza, que no beneficiaban a la compañía económicamente y enfocó su actividad en el servicio a destinos claves en Europa y el Medio Oriente.

### La década del 2000

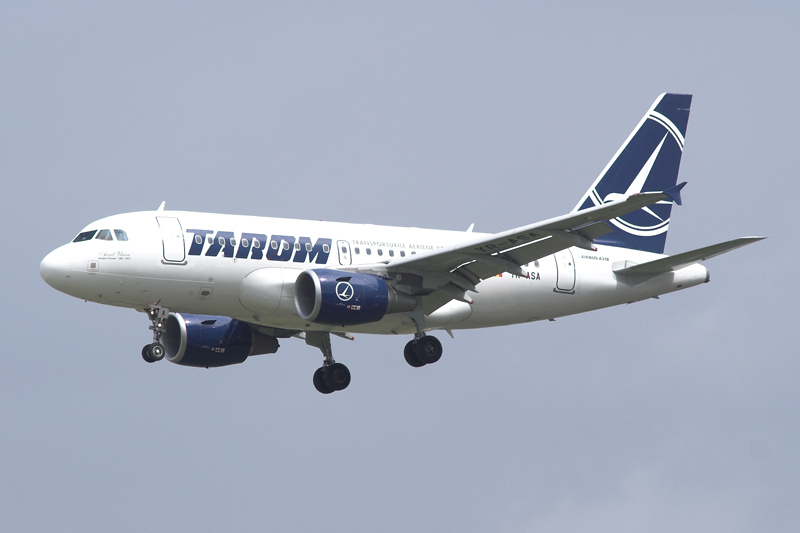
Airbus A318 Aurel Vlaicu, el primer avión en ser pintado con la nueva librea.

TAROM se repone de un período difícil que comenzó en los años 1990, cuando se registraron pérdidas de aproximadamente 68 millones de dólares por año, causadas por rutas poco rentables. A principios del nuevo milenio, la aerolínea inició un programa que e enfocó en restaurar la rentabilidad. Este programa logró su objetivo cancelando los vuelos intercontinentales poco rentables.
TAROM ha decidido concentrar sus operaciones en Bucarest (Aeropuerto Internacional Henri Coandă) como su base de operaciones principal y en Cluj-Napoca (Aeropuerto de Cluj-Napoca) como una base secundaria. Ambos aeropuertos son utilizados para vuelos nacionales e internacionales. 
Recientemente la aerolínea comenzó a realizar vuelos internacionales desde el Aeropuerto Internacional de Sibiu, en la ciudad histórica de Sibiu.También ofrece vuelos de código compartido con varias aerolíneas extranjeras para rutas internacionales.
En 2006, la aerolínea ejecutó un programa de modernización de su flota con la compra de cuatro  Airbus A318, tres Boeing 737-800 y dos ATR 72-500 que incrementó su flota a 26 unidades (en 2009).
El 25 de junio de 2010, TAROM se afilió completamente a la alianza SkyTeam.
La aerolínea tuvo un programa de viajero frecuente denominado "Smart Miles" (Millas Inteligentes). Sin embargo, debido a su integración a SkyTeam, TAROM se unió a su nuevo programa de viajero frecuente llamado "Flying Blue" que es compartido con aerolíneas como Air France, KLM, Air Europa, Kenya Airways y Baboo.

## Destinos
| Países          | Destinos           | Aeropuertos                                                               |
| --------------- | ------------------ | ------------------------------------------------------------------------- |
| Alemania        | Fráncfort del Meno | Aeropuerto de Fráncfort del Meno                                          |
| Bélgica         | Bruselas           | Aeropuerto de Bruselas                                                    |
| Bulgaria        | Sofía              | Aeropuerto de Sofía                                                       |
| Egipto          | El Cairo           | Aeropuerto Internacional de El Cairo                                      |
| Egipto          | Hurgada            | Aeropuerto Internacional de Hurghada (chárter)                            |
| Egipto          | Sharm el-Sheij     | Aeropuerto Internacional de Sharm el-Sheij (chárter)                      |
| España          | Madrid             | Aeropuerto Adolfo Suárez Madrid Barajas (operado por Dan Air)             |
| Francia         | Niza               | Aeropuerto Internacional de Niza-Costa Azul                               |
| Francia         | París              | Aeropuerto de París-Charles de Gaulle                                     |
| Grecia          | Atenas             | Aeropuerto Internacional Eleftherios Venizelos                            |
| Grecia          | Corfú              | Aeropuerto Internacional de Corfú-Ioannis Kapodistrias (chárter)          |
| Grecia          | Heraclión          | Aeropuerto Internacional de Heraclión Nikos Kazantzakis (estacional)      |
| Grecia          | Miconos            | Aeropuerto Nacional de Míconos (chárter)                                  |
| Grecia          | Rodas              | Aeropuerto Internacional de Rodas-Diágoras (chárter)                      |
| Grecia          | Salónica           | Aeropuerto Internacional Macedonia                                        |
| Grecia          | Santorini          | Aeropuerto Nacional de Santorini (Thira) (chárter)                        |
| Grecia          | Scíathos           | Aeropuerto Internacional de Scíathos - Alexandros Papadiamantis (chárter) |
| Hungría         | Budapest           | Aeropuerto de Budapest-Ferenc Liszt                                       |
| Israel          | Tel Aviv           | Aeropuerto Internacional Ben Gurión                                       |
| Italia          | Roma               | Aeropuerto de Roma-Fiumicino                                              |
| Jordania        | Amán               | Aeropuerto Internacional Reina Alia                                       |
| Líbano          | Beirut             | Aeropuerto Internacional Rafic Hariri                                     |
| Moldavia        | Chisináu           | Aeropuerto Internacional de Chisináu                                      |
| Países Bajos    | Ámsterdam          | Aeropuerto de Ámsterdam-Schiphol                                          |
| República Checa | Praga              | Aeropuerto de Praga                                                       |
| Rumania         | Arad               | Aeropuerto Internacional de Arad (chárter)                                |
| Rumania         | Baia Mare          | Aeropuerto Internacional de Maramures                                     |
| Rumania         | Bucarest           | Aeropuerto Internacional de Bucarest-Henri Coandă HUB                     |
| Rumania         | Cluj-Napoca        | Aeropuerto de Cluj-Napoca                                                 |
| Rumania         | Craiova            | Aeropuerto de Craiova (chárter)                                           |
| Rumania         | Iași               | Aeropuerto Internacional de Iași                                          |
| Rumania         | Oradea             | Aeropuerto Internacional de Oradea                                        |
| Rumania         | Satu Mare          | Aeropuerto Internacional de Satu Mare                                     |
| Rumania         | Suceava            | Aeropuerto Internacional de Suceava Ștefan cel Mare                       |
| Rumania         | Târgu Mureș        | Aeropuerto Internacional de Târgu Mureș (chárter)                         |
| Rumania         | Timișoara          | Aeropuerto Internacional de Timișoara Traian Vuia                         |
| Serbia          | Belgrado           | Aeropuerto de Belgrado-Nikola Tesla                                       |
| Turquía         | Antalya            | Aeropuerto de Antalya (chárter)                                           |
| Turquía         | Bodrum             | Aeropuerto de Milas-Bodrum (chárter)                                      |
| Turquía         | Estambul           | Aeropuerto de Estambul                                                    |
| Reino Unido     | Londres            | Aeropuerto de Londres-Heathrow (finaliza el 26 de octubre de 2024)        |

## Flota

### Flota actual
La flota de TAROM consiste en las siguientes aeronaves:
| Aeronaves        | En servicio | Pedidos | Pasajeros                                            | Pasajeros                                            | Pasajeros                                            | Matrículas                                           | Antigüedad                                           | Notas                                                  |
| Aeronaves        | En servicio | Pedidos | C                                                    | Y                                                    | Total                                                | Matrículas                                           | Antigüedad                                           | Notas                                                  |
| ---------------- | ----------- | ------- | ---------------------------------------------------- | ---------------------------------------------------- | ---------------------------------------------------- | ---------------------------------------------------- | ---------------------------------------------------- | ------------------------------------------------------ |
| ATR 72-500       | 2           | —       | —                                                    | 68                                                   | 68                                                   | YR-ATH «Someș»                                       | 15,5 años                                            |                                                        |
| ATR 72-500       | 2           | —       | —                                                    | 68                                                   | 68                                                   | YR-ATI «Ialomița»                                    | 15,5 años                                            |                                                        |
| ATR 72-600       | 4           | —       | —                                                    | 72                                                   | 72                                                   | YR-ATL «Alexandru Șerbănescu»                        | 4,8 años                                             |                                                        |
| ATR 72-600       | 4           | —       | —                                                    | 72                                                   | 72                                                   | YR-ATJ «George Valentin Bibescu»                     | 4,8 años                                             |                                                        |
| ATR 72-600       | 4           | —       | —                                                    | 72                                                   | 72                                                   | YR-ATK «C. Bâzu Cantacuzino»                         | 4,8 años                                             |                                                        |
| ATR 72-600       | 4           | —       | —                                                    | 72                                                   | 72                                                   | YR-ATM «Vasile Craiu»                                | 4,7 años                                             |                                                        |
| Boeing 737-700   | 3           | —       | 14                                                   | 102                                                  | 116                                                  | YR-BGF «Brăila»                                      | 23,6 años                                            | Serán reemplazados por los 737 MAX 8.                  |
| Boeing 737-700   | 3           | —       | 14                                                   | 102                                                  | 116                                                  | YR-BGH «Hunedoara»                                   | 21 años                                              | Serán reemplazados por los 737 MAX 8.                  |
| Boeing 737-700   | 3           | —       | 14                                                   | 102                                                  | 116                                                  | YR-BGI «Iași»                                        | 20,9 años                                            | Serán reemplazados por los 737 MAX 8.                  |
| Boeing 737-800   | 4           | —       | 16                                                   | 144                                                  | 160                                                  | YR-BGL «Alexandru Ioan Cuza»                         | 11,6 años                                            |                                                        |
| Boeing 737-800   | 4           | —       | 16                                                   | 144                                                  | 160                                                  | YR-BGM «Mihai Viteazul»                              | 11 años                                              |                                                        |
| Boeing 737-800   | 4           | —       | —                                                    | 189                                                  | 189                                                  | YR-BGJ «Nadia Comaneci»                              | 7,5 años                                             |                                                        |
| Boeing 737-800   | 4           | —       | —                                                    | 189                                                  | 189                                                  | YR-BGK «Marea Unire»                                 | 7,4 años                                             |                                                        |
| Boeing 737 MAX 8 | —           | 7       | TBA                                                  |                                                      | 189                                                  |                                                      |                                                      | Se entregarán entre diciembre de 2025 y enero de 2026. |
| Total            | 15          | —       | Edad media de la flota (octubre de 2024): 12,2 años. | Edad media de la flota (octubre de 2024): 12,2 años. | Edad media de la flota (octubre de 2024): 12,2 años. | Edad media de la flota (octubre de 2024): 12,2 años. | Edad media de la flota (octubre de 2024): 12,2 años. | Edad media de la flota (octubre de 2024): 12,2 años.   |

### Flota histórica
| Aeronaves               | Total | Introducido | Retirado | Matrículas |
| ----------------------- | ----- | ----------- | -------- | --- |
| Airbus A310             | 3     | 1992        | 2016     | YR-LCC, YR-LCA y YR-LCB |
| Airbus A318             | 4     | 2006        | 2024     | YR-ASA, YR-ASB, YR-ASC y YR-ASD |
| Antonov An-24           | 33    | 1965        | 2001     | YR-AMZ, YR-AMX, YR-AMR, YR-AMO, YR-AML, YR-AMT, YR-AMU, YR-AMA, YR-AMB, YR-AMD, YR-AME, YR-AMG, YR-AMI, YR-AMK, YR-AMJ, YR-AMY, YR-BMA, YR-BMB, YR-BMC, YR-BMD, YR-BME, YR-BMF, YR-BMG, YR-BMH, YR-BMI, YR-BMO, YR-BMJ, YR-BMK, YR-BML, YR-BMM, YR-BMN y YR-AMW |
| Antonov An-26           | 6     | 1983        | 1992     | YR-ADI, YR-ADH, YR-ADG, YR-ADJ, YR-ADD y YR-ADF |
| ATR 42                  | 9     | 1996        | 2020     | YR-ATX, YR-ATY, YR-ATA, YR-ATB, YR-ATC, YR-ATD, YR-ATE, YR-ATF y YR-ATG |
| BAC 1-11                | 25    | 1968        | 2001     | YR-BCG, YR-BCA, YR-BCB, YR-BCD, YR-BCH, YR-BCP, YR-BCE, YR-BCC, YR-BCF, YR-BCI, YR-BCJ, YR-BCK, YR-BCL, YR-BCM, YR-BCN, YR-BCR, YR-BCO, YR-BRA, YR-BRB, YR-BRC, YR-BRD, YR-BRE, YR-BRF, YR-BRG y YR-BRH                                                         |
| Boeing 707              | 6     | 1974        | 1995     | YR-ABM, YR-ABN, YR-ABA, YR-ABB, YR-ABC y YR-ABD |
| Boeing 737-300          | 8     | 1993        | 2022     | YR-BGA, YR-BGB, YR-BGC, YR-BGD, YR-BGU, YR-BGE, YR-BGY y YR-BGX |
| Boeing 737-500          | 2     | 1999        | 2001     | YR-BGZ y YR-BGT |
| Ilyushin Il-14          | 17    | 1956        | 1978     | YR-ILN, YR-ILO, YR-ILP, YR-ILH, YR-ILI, YR-ILK, YR-ILJ, YR-ILL, YR-ILM, YR-ILR, YR-ILC, YR-ILA, YR-ILD, YR-ILF, YR-ILE y YR-ILG |
| Ilyushin Il-18          | 15    | 1961        | 1998     | YR-IMA, YR-IMB, YR-IMC, YR-IMD, YR-IME, YR-IMF, YR-IMG, YR-IMH, YR-IMI, YR-IMZ, YR-IMJ, YR-IMK, YR-IMZ, YR-IML y YR-IMM |
| Ilyushin Il-62          | 5     | 1973        | c. 1995  | YR-IRE, YR-IRA, YR-IRB, YR-IRC y YR-IRD |
| Lisunov Li-2            | 5     | 1946        | c. 1960  | YR-TAC, YR-TAE, YR-TAH, YR-TAJ y YR-TAO |
| McDonnell Douglas DC-10 | 1     | 1995        | 1995     | OO-JOT |
| Túpolev Tu-154          | 12    | 1976        | 2001     | YR-TPB, YR-TPA, YR-TPC, YR-TPD, YR-TPE, YR-TPF, YR-TPG, YR-TPH, YR-TPI, YR-TPK y YR-TPJ |

## AirFi
TAROM es la primera aerolínea en introducir un servicio como este. AirFi es una plataforma de entretenimiento formada por una red de intranet que TAROM ha introducido en sus Airbus A318 y en sus Boeing B737-700, ofreciendo a los pasajeros diferentes series y películas, noticias de actualidad, música, información sobre la compañía, juegos y diferentes secciones como la de cáterin, la tienda a bordo o las salas de chat en línea, con la posibilidad de comunicar con otros pasajeros que también las utilicen. Todo aquel que quiera hacer uso de este sistema, ha de conectarse usando cualquier dispositivo electrónico que permita la función de conexión inalámbrica (WiFi). TAROM no cobra por este servicio, pero tampoco incluye la posibilidad de usar internet para revisar el correo electrónico, ver vídeos en streaming o consultar las diferentes redes sociales. 
AirFi se basa en una caja de 1,2kg que se va actualizando cada vez que el avión llegue al aeropuerto de destino.